# 美濃国諸旧記
『美濃国諸旧記』（みののくにしょきゅうき、『美濃國諸舊記』）は、現在の岐阜県南部にあたる美濃国における国司、守護、名家、豪族の由来、戦争、城郭、郡村名、寺社など、同国の歴史地理を扱った史書・軍記である。

## 概要
作者は不詳、編纂時期も不明だが、卷之四加納城の條に寛永16年（1639年）の記事があるため、寛永末期または正保の成立とみられる。
平安時代の土岐氏や、明智氏を含む土岐庶流、美濃斎藤氏の多くの事跡が詳細に記述されており、多くの逸話の出典となっている。なお、斎藤道三の国盗りについては一代説で記述されている。ただし、前述の通り著者が不明の軍記物であり、一次史料と一致しない記載が多く見つかっている。
1915年に、黒川真道が編纂した『国史叢書』の一冊として翻刻・刊行されている。『国史叢書』の翻刻には誤りがある可能性も指摘されているが（織田信秀の法名を「排岩」としているが、これは実際の法号「桃巌」の崩し字の読み違いと推測される）、原本の所在は2014年現在不明となっており、原本で確認することができない。

## 備考
- 『美濃国諸旧記』が初出とされる情報として、織田信長の妻である斎藤道三の娘（一般に「濃姫」の名で知られる人物）の名「帰蝶」がある[2]。織田信長の妻の名の出典を検討した松浦由起は、「帰蝶」は「胡蝶」の崩し字の読み誤りではないかと指摘している[6]。